# Liste des accidents ferroviaires en république démocratique du Congo
Voici la liste chronologique incomplète des principaux accidents ferroviaires recensés en république démocratique du Congo.

## Années belges
- années 1940 : déraillement au km 186 près de Rubi sur les CVC d'un train de coton[1].
- 2 juillet 1947 : Le train courrier C.F.L. renversé dans la rivière Niemba entre Kindu et Albertville en raison d'une mauvaise manipulation des freins sur la pente de Kilima. Dix Européens et neuf Africains morts ; six Européens et six Africains blessés[2].
- 1950 : déraillement au km 60 de la ligne Kalundu-Kamaniola au CFKi/Otraco[3]
- 1951 : déraillement entre Lemba (km 39) et Kisundi (km 45) sur le CFM. Locomotive renversée à la suite d'un affaissement de terrain dû à de très fortes pluies[4].
- 1955 : déraillement avec locomotive renversée près de Nemba sur le C.F.L[5].
- 30 juillet 1957 : déraillement d'une Mikado HL56 au km 114 du C.F.L. (tronçon de Stanleyville) dû à la mauvaise manipulation du train par son équipe, après avoir bu quelques verres de «pombe» (vin de palme). La locomotive basculant dans la fossé tua les trois membres de l'équipage[6].
- s.a. : Locomotive Cockerill no 132 renversée à la gare de Monolithe[7].
- s.a. : Déraillement de train de pétrole de Socopetrol sur le CFML[8].

## XXIesiècle
- 26 novembre 2003 : accident aux environs de Matadi[9],[10].
- 29 novembre 2005 : catastrophe ferroviaire de la Lufulu.
- 1-2 août 2007 : accident ferroviaire de Kakenge.
- 22 avril 2014 : accident ferroviaire de Kamina.
- 17 mars 2019 : dans la province du Kasaï, le déraillement d’un train de marchandises à bord duquel avaient pris place des passagers clandestins fait au moins 24 morts[11].